# Kepta duona
El Kepta duona és un aperitiu típic de Lituània, una espècie de pa fregit amb oli que sol anar acompanyat de salsa de formatge i all, sovint servit amb cervesa o alguna beguda alcohòlica.